# Antropologia filosofica

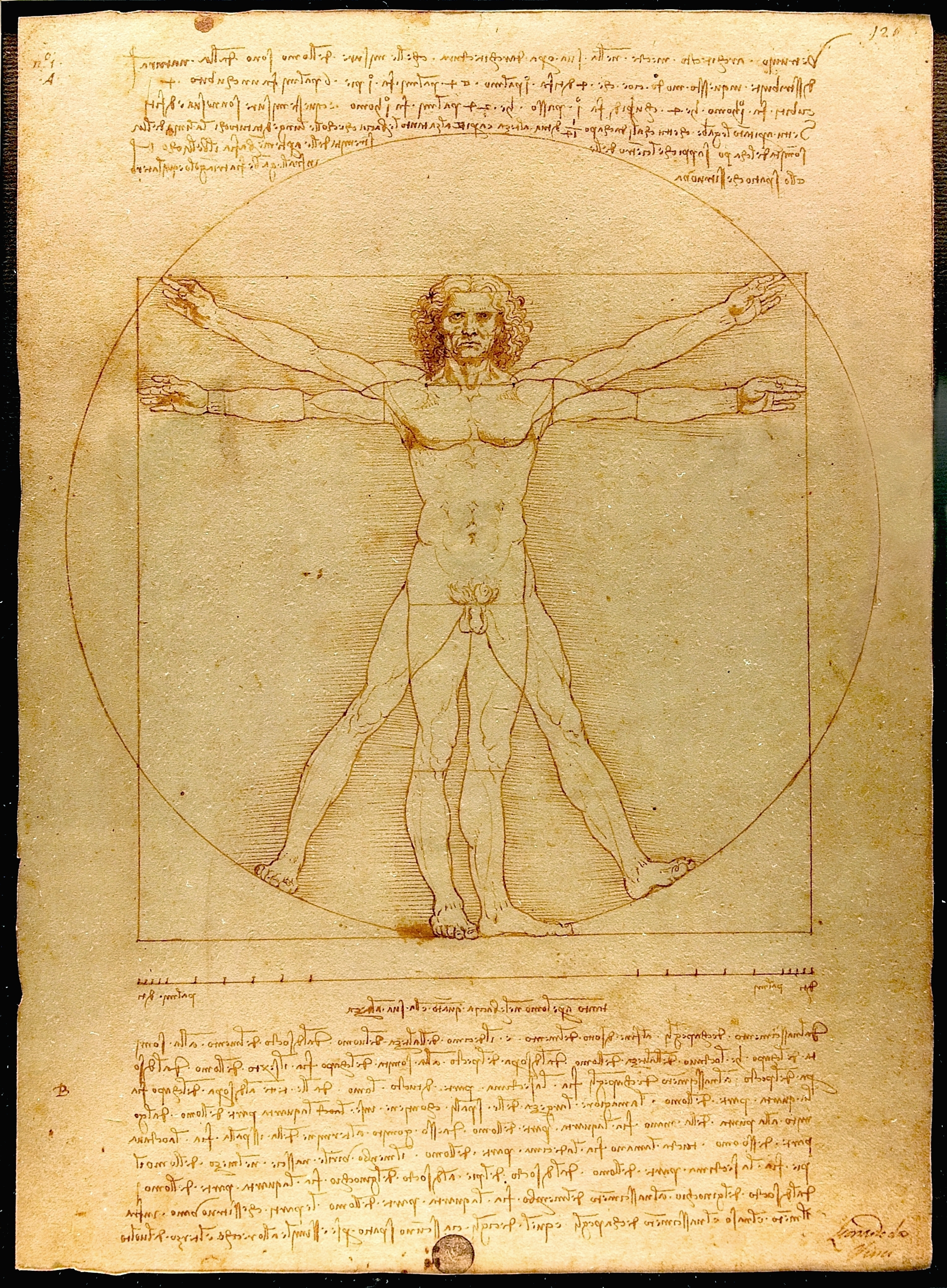
LUomo vitruviano, la rappresentazione di Leonardo da Vinci delle proporzioni ideali del corpo umano

In filosofia, il termine antropologia aderisce per lo più al significato etimologico (il lemma è composto dal prefisso antropo-, dal greco άνθρωπος ànthropos - "uomo" - più il suffisso -logia, dal greco λόγος, lògos - "parola, discorso") di scienza o di insieme delle scienze riguardanti la natura umana.

## Origine del termine
L'origine dell'espressione antropologia filosofica è nell'opera di Max Scheler La posizione dell'uomo nel cosmo (pubblicata per la prima volta in forma di articolo nel 1927 e poi di libro nel 1928)  che osserva come
Scheler a sua volta, nello sviluppare l'antropologia filosofica, si rifà indirettamente alla filosofia della natura e all'ontologia della persona di Schelling.

Una prima apparizione dell'antropologia, considerata genericamente nel significato di studio dell'uomo, può essere riportata a Ludwig Feuerbach nel saggio L'essenza del cristianesimo (1841), dove l'autore afferma di «voler ridurre la religione ad antropologia» 
 L'opera non vuole essere una critica al cristianesimo di stampo illuministico, antireligioso o anticlericale, intesa a ridurlo a un cumulo di menzogne, falsificazioni, errori e superstizioni. Feuerbach invece ritiene che la religione, in particolare quella cristiana, abbia un contenuto positivo che consente di scoprire quale sia l'essenza dell'uomo. Dalle tesi di Schleiermacher, secondo cui la religione consiste nel sentimento dell'infinito, egli trae la conclusione che tale infinito non esprime altro che l'essenza dell'uomo. La religione ha dunque un'origine antropologica: l'uomo avverte la propria insicurezza e cerca la salvezza in un essere personale, infinito, immortale e beato, cioè in Dio che non è altro che l'oggettivazione ideale dell'essenza dell'uomo che in Dio rispecchia se stesso. La religione è appunto l'oggettivazione dei bisogni e delle aspirazioni dell'uomo.
Nell'ambito dell'antropologia culturale, intesa come studio delle cause sociali che determinano il comportamento dell'uomo, è stato inserito da alcuni storici della filosofia il pensiero politico del giovane Marx, dove lo stesso uso e significato feurbachiano del termine si ritrova nei suoi Manoscritti economico-filosofici (1844).
L'antropologia filosofica, benché insegnata negli Istituti superiori di scienze religiose e nelle Facoltà teologiche ecclesiastiche, si distingua dall'antropologia teologica che è lo studio dogmatico dell'identità della creatura umana nell'ottica cristiana.

## Storia

### Età antica

#### Filosofi greci
Platone identificò la felicità umana con la visione della verità e la contemplazione delle idee iperuraniche. Egli introdusse un dualismo fra l'anima razionale (causa del proprio movimento, ingenerata e immortale, immutabile) e il corpo materiale e mortale. Quest'ultimo è inteso come una prigione dalla quale l'anima tende a liberarsi per tornare a vedere le idee nella loro purezza (cfr. mito della caverna e mito del carro e dell'auriga). Alla morte l'anima trasmigra da un corpo a un altro, secondo la dottrina della metempsicosi enunciata nel dialogo del Fedro e nel mito di Er e condivisa coi pitagorici.
Secondo il suo allievo Aristotele, l'uomo appartiene al genere animale e si distingue dagli altri viventi per una differenza specifica che lo rende superiore ad ognuno di essi: l'anima razionale. 
L'anima non è qualcosa di estraneo al corpo, bensì è l'intelligenza che costruisce il corpo, ne governa l'evoluzione, ne organizza e struttura la materia, lo vivifica e gli dà forma. Anima e corpo sono due sostanze unite in un unico composto di materia e forma (ilemorfismo): l'anima è la forma e il corpo è la materia unita ad una forma più basilare. Il corpo è la manifestazione visibile dell'anima.
L'anima si suddivide in un livello vegetativo, sensitivo (proprio degli animali) e razionale (proprio dell'essere umano).
La concezione aristotelica dell'anima è espressa nel trattato De anima da un punto di vista teoretico, e nella Politica e nell''Etica Nicomachea da un punto di vista pratico.
Platone e Aristotele condividevano una visione dell'uomo al centro del cosmo, inteso come ente conoscibile mediante le leggi della natura e come l'ente più perfetto e più complesso nel quale si riconnettevano tutti i gradi della vita e dell'essere. 
In una concezione ciclica del tempo come quella greca (almeno fino a Platone), pur tesa a spezzare il ciclo di reincarnazioni dell'anima, la prospettiva storica perdeva importanza, essendo predeterminata da un destino implacabile e inesorabile (Moira e Ananke). 
La prospettiva storica fu recuperata all'interno della concezione lineare cristiana del tempo e della sua prospettiva teocentrica secondo cui Dio è Signore e guida della storia, e l'uomo deve conformarsi alle sue leggi ed esserne immagine (imago Dei) e imitazione.

#### Sant'Agostino
Secondo Husserl e Heidegger, sant'Agostino fu uno dei primi filosofi antichi ad occuparsi del legame tempo-coscienza e dell'importanza della contemplazione nel percepire l'Esserci-nel-mondo (In-der-Welt-sein). Non è chiaro l'influsso che abbia esercitato su Max Scheler, fondatore della moderna antropologia filosofica.
Secondo Agostino, l'uomo è composto dell'unione di due sostanze, il corpo e l'anima, la prima estesa lungo tre dimensioni spaziali e composta dai quattro elementi, la seconda è superiore al corpo ed è aspaziale.  Con la frase caro tua, coniux tua (la tua carne è tua moglie) sottolineò con enfasi che il corpo è parte integrante dell'essenza della creatura umana.
Inizialmente, anima e corpo coesistevano in perfetta armonia; dopo il peccato originale e la caduta dell'umanità, iniziò una drammatica rivalità e lotta tra i due.
Agostino distingue tra gli enti che esistono, quelli che esistono e vivono, e quelli che esistono, vivono e possiedono un'intelligenza razionale.
Secondo N. Blasquez, il dualismo -anima non impedì a Agostino di credere fermamente nell'unità di corpo e anima in una sola sostanza.  Più vicino ad Aristotele che a Platone, definì l'uomo un animal rationale mortale (animale razionale mortale), credendo però anche nella vita ultraterrena dell'anima dopo la morte e nella risurrezione della carne.

### Età moderna
Cartesio introdusse un irriducibile dualismo fra res cogitans e res extensa. La ghiandola pineale, ipotetico punto di incontro delle due sostanze, non rappresentava una soluzione soddisfacente per la maggior parte degli autori contemporanei e successivi. L'occasionalismo di Malebranche, l'armonia prestabilita di Leibniz e la teoria del parallelismo psicofisico di Spinoza proposero una soluzione al dualismo.
Negando alla coscienza spirituale una componente corporea, il Cartesianesimo aprì alla psicologia materialistica che tentava di interpretare i fenomeni psichici in termini contrari alla tradizione aristotelico-tomista. La dottrina cartesiana ebbe come esito il meccanicismo illuminista, il Positivismo di Comte e il materialismo di Darwin, che influenzò profondamente quello dialettico-storico di Marx e Engels, così come il pensiero irrazionalista di Nietzsche. 
Tutti questi autori negarono l'esistenza di qualsiasi componente spirituale nell'uomo, non dando ragione dell'unione delle due sostanze e della sua integrità personale.

### XIX-XX secolo
Di vera e propria antropologia filosofica si parla nel XX secolo quando, dopo la nascita nella seconda metà dell'Ottocento dell'antropologia fisica come scienza zoologica e lo sviluppo della psicologia, della sociologia e dell'etnologia, la filosofia non ha più l'esclusiva, come in passato, dello studio dell'uomo ma nello stesso tempo si ritiene la più adatta a sintetizzare e a dare un'interpretazione teorica dei risultati delle nuove scienze in una nuova definizione di "uomo". 
Le domande dell'antropologia filosofica sono le domande filosofiche tradizionali, che hanno a che fare con la questione del senso, con il rapporto uomo-natura, con il problema dell'excentricità, con il superamento del dualismo spirito-natura e dell'antropocentrismo; ciò che fa la differenza sono gli argomenti utilizzati per rispondervi. In La posizione dell'uomo nel cosmo del 1927 Scheler sostiene che ogni essere vivente è radicato in un sentire primordiale a livello unipatico regolato da una unica grammatica dell'espressività. Ciò significa che per Scheler tutti gli esseri viventi sono fatti della stessa pasta. All'interno di questa visione unitaria sono però rintracciabili alcune particolarità. L'umano per Scheler è un animale diverso dagli altri non perché intelligente o razionale, o dotato di spirito (Geist), ma perché risultato di una rivoluzione erotica (cfr. GW XII, 232-238) che gli permette di posizionarsi nel mondo in un modo particolare. Grazie a questa rivoluzione erotica l'umano è capace di rinascere oltre la chiusura ambientale (Umwelt) descritta da Jakob Johann von Uexküll e di «dire di no» alla realtà ambientale per aprirsi al mondo (Weltoffenheit). 
 L'umano è aperto al mondo e privo di un'essenza pre-definita; l'animale invece vive immerso all'interno del suo ambiente, che porta strutturato in sé "come una lumaca la sua conchiglia", esso segue gli impulsi in maniera acritica: si muove nell'ambiente grazie agli istinti ma non ha alcuna coscienza di sé.
L'umano si posiziona nel mondo attraverso l'ordo amoris: questo mondo è accessibile alla disposizione emozionale dell'umiltà e del rispetto, che implica la messa fra parentesi della disposizione oggettivante, ed è indipendente da uno specifico stato di bisogno fisiologico o da angusti stimoli ambientali; ogni uomo è libero di seguire o no le sue pulsioni ed è capace, se vuole, di procrastinarle.  Nell'aprirsi al mondo, l'umano sente anche se stesso e sviluppa un'autocoscienza. Questa filosofia, precisa Scheler, non si basa sulla paura nei confronti del mondo, ma al contrario "ha, nei confronti del mondo, i gesti di una mano che si presenta aperta, di un occhio che si spalanca libero. Non lo sguardo ammiccante e critico che Descartes, partendo dal dubbio radicale, getta sulle cose; né è lo sguardo che Kant lascia cadere sulle cose, penetrandole con il raggio freddo di uno spirito indifferente e ultramondano" (Tentativi di una filosofia della vita, 96). Alla filosofia di Heidegger, basata sull'Angst, Scheler contrappone una filosofia basata sull'eros (cfr. le note di Scheler ad Essere e Tempo ora in GW XI, 294-343). Nell'apertura al mondo l'umano si espone al rischio di un'esistenza vulnerabile. In tal modo l'antropologia filosofica di Scheler si caratterizza come un'antropologia che mette in discussione il paradigma immunitario, che caratterizza invece l'antropologia filosofica di Gehlen, e pone le premesse per una convergenza fra antropologia filosofica e deep ecology.. 
Il concetto di apertura al mondo (Weltoffenheit) ha influenzato diversi autori, tra cui Helmuth Plessner e Arnold Gehlen, che insieme a lui costituiscono il nucleo centrale dell'Antropologia Filosofica intesa come corrente di pensiero vera e propria, ma anche Erich Rothacker, Adolf Portmann, Hans Jonas, Maurice Merleau-Ponty, e in parte Martin Heidegger. Tali autori hanno preso le distanze da quella che si può definire una "sporgenza metafisica" dell'antropologia filosofica di Scheler. In realtà per Scheler tale "sporgenza metafisica" non è altro che la sporgenza dell'esperienza non oggettivabile su quella oggettivabile, l'eccedenza dell'esperienza della persona su quella dell'homo faber. Più che di "sporgenza metafisica" sarebbe corretto parlare di "meta-antropologia": quella di Scheler è una meta-antropologia filosofica dell'Allmensch, che vede nelle diverse antropologie filosofiche, da quella dell'homo rationalis dei greci a quella dell'homo curans di Heidegger, tentativi di assolutizzare una concezione parziale dell'umano, che, in quanto privo di un'essenza definita, è irriducibile a una specifica antropologia filosofica storicamente determinata. Piuttosto le diverse antropologie filosofiche sono diverse fasi della consapevolezza, sempre parziale, che l'Allmensch ha avuto di sé stesso nel corso della storia, i diversi modi storicamente determinati attraverso cui l'umano ha assunto la consapevolezza di sé stesso.

### XXI secolo
Nella seconda metà del Novecento sono emersi due modelli antropologici fondamentali. Secondo un primo modello, detto veritativo, esiste una verità normativa, verità costitutiva e normativa dell'essere che disciplina la natura e l'esistenza umana, informando tutti gli altri ambiti della conoscenza e della vita sociale, e fondando la dignità e la libertà della creatura umana. 

Secondo il modello opposto, invece, non esisterebbe alcuna verità costitutiva e l'uomo ha diritto di creare e ricreare se stesso in base alle esigenze storico-sociali, alle possibilità tecno-scientifiche e al contesto culturale. Questo modello è proprio sia della rimodulazione del proprio sesso che del cosiddetto transumanesimo.